# Взятие Безье
Взятие Безье — одно из ключевых событий Альбигойского крестового похода, которое состоялось 22 июля 1209 и было его первым крупным военным сражением. В результате город был захвачен крестоносцами и разграблен, а большинство его жителей было перебито.

## Предыстория
После того, как папа Иннокентий III объявил крестовый поход по уничтожению катарской ереси в Лангедоке, армия крестоносцев, состоящая из рыцарей с их свитой (в основном из северной Франции), профессиональных солдат и наёмников-брабансонов, собралась и вышла из Лиона в начале июля 1209 года. Безье, оплот катаризма, был первым крупным городом, с которым крестоносцы столкнулись на пути в Каркассон. Город был хорошо укреплён и мог выдержать долгую осаду. Раймунд VI, граф Тулузы, ранее покровительствующий катарам Лангедока, называющих себя альбигойцами, вовремя сменил сторону и присоединился к крестоносцам в Валенсии. Попытка Раймунда Роже Тренкавеля, виконта Безье, мирно подчиниться, была отвергнута в Монпелье. Тогда виконт в спешке покинул Монпелье, чтобы подготовиться к обороне. По пути в Каркассон, он остановился в Безье, пообещав подкрепление и ушёл, взяв с собой некоторых катаров и евреев.

## Взятие города
Армия крестоносцев, возглавляемая папским легатом, аббатом Сито, Арнольдом Амальриком, достигла предместий Безье 21 июля 1209. Когда они разбили лагерь недалеко от города, то епископ Безье, Рено де Moнфор, попытался предотвратить кровопролитие и начал вести переговоры. В итоге он вернулся в Безье с сообщением, что город будет спасен, если он передаст еретиков в руки крестоносцев. Епископ составил список из 222 человек, в основном катаров, среди которых было несколько вальденсов, которых надлежало выдать. Но на собрании в церковном соборе было решено, что выдавать этих людей нельзя, так как у них было слишком много поддержки в городе. Тогда епископ попросил катаров покинуть город, чтобы спасти себя. Это предложение тоже было отклонено, и в конце концов епископ покинул город с несколькими катарами.
22 июля крестоносцы были заняты обустройством своего лагеря. Группа солдат из Безье (возможно это были просто вооруженные городские жители) совершила вылазку, выйдя из ворот с видом на реку Орб. Когда они напали на наёмников-брабансонов, началось сражение, и вскоре нападавшие из города оказались в меньшинстве, начав в беспорядке отступать. Наёмники, быстро воспользовавшись хаосом, взяли штурмом стены, которые не были должным образом укомплектованы обороняющимися, и вошли в ворота без приказа. Рыцари-крестоносцы, поняв, что оборонительные сооружения захвачены, вскоре вступили в бой, и разбили гарнизон города, после чего Безье был обречен.
Наёмники бродили по улицам, убивая и грабя, а те граждане, которые могли бежать, искали убежища в церквях Святой Марии Магдалины и Святого Иуды. Тем не менее, церкви не обеспечили жителям безопасность от яростной толпы захватчиков. Двери церквей были взломаны, а все горожане внутри перебиты.
После расправы дело дошло до дележа трофеев. Рыцари-крестоносцы пришли в ярость, узнав что наёмники уже всё разграбили. Они взяли ситуацию под контроль, выгнали солдат из захваченных домов и забрали их добычу. В свою очередь, разгневанные и разочарованные брабансоны подожгли город. В охваченном огнём городе сгорели многие захваченные ценности, и армия в спешке покинула Безье.

## «Убивайте всех, Бог своих узнает»
В собственной версии осады папского легата Арнольда Амальрика, описанной в его письме папе Иннокентию в августе 1209 года (кол. 139), говорится:

«Действительно, поскольку нет силы и нет хитрости против Бога, в то время как все ещё продолжались дискуссии с баронами об освобождении в городе тех, кто считался католиками, слуги и другие люди низкого ранга напали на город, не дожидаясь приказов от своих лидеров. К нашему изумлению, через два-три часа они пересекли рвы, стены и взяли Безье. Наши люди не пощадили никого, независимо от ранга, пола или возраста, и предали мечу почти 20 000 человек. После этой великой резни весь город был разграблен и сожжен, поскольку божественная месть чудесным образом свирепствовала против него». 
Около двадцати лет спустя Цезарий Гейстербахский рассказывает эту историю о резне так:

«Когда они обнаружили, по признанию некоторых из них, что католики перемешались с еретиками, они спросили настоятеля: „Сир, что нам делать, потому что мы не можем отличить верных от еретиков“. Аббат, как и другие, боялся, что многие из-за страха смерти притворятся католиками и после их отъезда вернутся к своей ереси, и, как говорят, ответил: „Caedite eos. Novit enim Dominus qui sunt eius“ — „Убей их всех, потому что Господь узнает их, которые являются Его“ (2 Тим. II. 19), и поэтому бесчисленное количество в этом городе было убито».
Ни один из летописцев альбигойских войн, включая Пьера из Во-де-Серне, Гийома Тудельского и Гийома Пюилоранского, не приводит в своих хрониках указанной фразы Арнольда Амальрика, поэтому остаётся сомнение, что аббат сказал эти слова, также перефразировав их как «Убей их всех, Бог узнает своих», «Убей их всех, Бог рассортирует своих», или «Убей их всех, и пусть Бог рассортирует их», хотя нет сомнений, что сама эта идея носилась в воздухе, и что крестоносцы намеревались убить жителей города, которые оказали сопротивление. Однако, как правило, это предполагает убийство мужчин, а не женщин, детей и духовенства. Крестоносцы позволили наёмникам неистовствовать и убивать без ограничений, но быстро вмешались, когда дело дошло до дележа добычи.
Вполне возможно, что рассказ Амальрика о смерти 20 000 человек преувеличен, точно так же, как сообщение участника похода Пьера из Во-де-Серне о том, что в одной церкви Святой Магдалины якобы были убиты 7 000 человек. В то же время, аквитанский хронист монах аббатства Св. Марциала в Лиможе Бернар Итье в своей хронике сообщает о 28 000 убитых в Безье. Население города в то время, по оценкам, составляло 10 000-14 500 человек, и какое-то количество людей (в современных сообщениях — около тридцати) могло избежать резни. Тем не менее, население города, возможно, увеличилось из-за беженцев из окрестностей.
Симон де Монфор, который позднее возглавил Альбигойский крестовый поход, был участником этих событий, но ещё не занимал руководящую должность.

## Последствия
Крестоносцы добились быстрой и сокрушительной победы. Ужас и страх распространились по земле, и многие замки и города в дальнейшем сдались без сопротивления. Каркассон пал в течение месяца, а Раймунд Роже Тренкавель умер в плену в том же году, его земли были переданы Симону де Монфору. Однако крестоносцы потеряли поддержку местного католического населения и, таким образом, стали ненавистной оккупационной силой. Война затянулась, и в конце концов французский король вступил в войну и взял под контроль Лангедок. Затем инквизиция выследила оставшихся катаров.
Во время пожара собор Святых Назария и Цельсия сгорел и рухнул. На мемориальной доске напротив собора записан «День бойни», совершенный «северными баронами». Несколько частей романского собора сохранились, и ремонт начался в 1215 году. Реставрация, наряду с остальной частью города, продолжалась до XV века.